# Після весілля (фільм, 1962)
Про однойменний американський драматичний фільм 2019 року див Після весілля
«Після весілля» (рос. После свадьбы) — радянський художній фільм 1962 року за однойменною повістю Данила Граніна.

## Сюжет
Після весілля молодого робочого хлопця посилають в село. Через рік йому представляється можливість повернутися в Ленінград, але, відчувши себе необхідним колгоспу, він залишається в селі…

## У ролях
- Станіслав Хитров —  Ігор Малютін
- Наталія Кустинська —  Тоня Малютіна
- Алефтіна Константинова —  Віра
- Леонард Борисевич —  Олексій Іванович Іпполітов, інженер
- Павло Кашлаков —  Генька, механік
- Юрій Соловйов —  Семен, механік
- Георгій сатин —  Юрій Павлович Писарєв, головний інженер
- Віра Титова —  Надія Осипівна
- Євген Тетерін —  Віталій Тадейович Чернишов, голова колгоспу
- Борис Коковкин —  Кислов, секретар райкому
- Борис Аракелов —  Ахірамеев, робочий
- Олександр Афанасьєв —  Тихон Абрамович Анісімов, начальник колгоспної майстерні
- Зоя Александрова —  дружина Сайотича
- Олег Бєлов —  робочий
- Віталій Матвєєв —  Тихон Чудров
- Валентина Пугачова —  Олена Черенц
- Роза Свердлова —  Марія Тимофіївна, дружина Чернишова, сільська вчителька
- Інокентій Смоктуновський —  текст від автора

## Знімальна група
- Сценарист:  Данило Гранін
- Режисер:  Михайло Єршов
- Оператор:  Володимир Бурикін
- Композитор:  Олег Каравайчук
- Художник:  Олексій Федотов